# نور الدين كحالة
نور الدين كحّالة (مواليد 1908 – الوفاة 1965) هو مهندس وسياسي سوري شغل منصب رئيس المجلس التنفيذي لمنطقة سوريا في الفترة من 7 أكتوبر 1958 إلى 20 سبتمبر 1960، في زمن الوحدة بين سوريا ومصر.

## عمله الحكومي
درس كحالة الهندسة المدنية في إلينوي بالولايات المتحدة الأمريكية، عُيّن في شركة كهرباء دمشق، وعمل مهندساً خبيراً في شركة الإسمنت الوطنية، ثم انضم إلى وزارة الأشغال العامة، وعيّن في عام 1943 مديراً للري في سورية، ثم عين عام 1948 مديراً للأشغال العامة في سورية، ثم أميناً عاماً لوزارة الأشغال، ثم صار مديراً لميناء اللاذقية عام 1952.
كان كحّالة عضوًا بمجلس إدارة مشروع سد الفرات، واقترح مشروع اليرموك لحلّ أزمة القوة المحرّكة في دمشق.

## عمله السياسي
في عام 1930 انضم كحالة إلى الكتلة الوطنية، وفي فترة الوحدة بين سوريا ومصر عيّنه الرئيس جمال عبد الناصر وزيرًا للأشغال العامة، وأوكل إليه مهمة وزارة التخطيط ورئيس المجلس التنفيذي لمنطقة سوريا، ونائب رئيس الجمهورية ووزير الإنتاج.

## الخطة الخمسية
وضع كحّالة أول خطة خمسية في سورية (1960 ـ 1965)، وكان من أهم سماتها:
- تحقيق التنمية دون حدوث آثار تضخّمية أو انكماشية ضارة بالاقتصاد الوطني
- تحقيق تنمية مستقرة مع تجنّب الهزّات الاقتصادية والتقلّبات الواسعة في الإنتاج والدخل بسبب العوامل الطبيعية وتموّجات الأسعار العالمية
- تحسين توزيع الدخل بين المواطنين[2]